# 日本ケーキデコレーション協会
一般社団法人日本ケーキデコレーション協会（にほんケーキデコレーションきょうかい、英: Japan Cake Decoration Association、略称：JCDA）は、2013年7月12日に設立されたアメリカンケーキデコレーションを日本に普及させることを目的として設立された一般社団法人。
ケーキデコレーション文化及び技術を普及させ、プロフェッショナルなケーキデコレーター、ケーキデザイナーが活躍できる環境を作ること、活動目的として標榜している。